# Tadhg Purcell
Tadhg Purcell (Sandyford, Irlanda, 2 de septiembre de 1985), futbolista irlandés. Juega de delantero y su actual equipo es el Dunbar Rovers FC de Irlanda.

## Clubes
| Club               | País       | Año       |
| ------------------ | ---------- | --------- |
| Kilkenny City      | Irlanda    | 2005      |
| Shamrock Rovers FC | Irlanda    | 2006-2009 |
| Darlington FC      | Inglaterra | 2010      |
| Northampton Town   | Inglaterra | 2010-     |